# Арбенёва, Надежда Николаевна
Надежда Николаевна Арбенёва (30 ноября 1890, Москва — 29 августа 1954, Молотов) — советский редактор Молотовского книжного издательства, переводчица, писательница и поэтесса. Член Союза писателей СССР.

## Биография
Родилась 30 ноября 1890 года в дворянской семье города Москвы.
Училась в частной женской гимназии К. К. Алелековой, которую окончила в 1909 году, после чего обучалась до 1913 года на курсах иностранных языков. Владела Надежда Николаевна английским, итальянским, немецким и французским языками. В своё время давала частные уроки, занималась переводами.
С 1930 года по 1942 год Надежда Николаевна работала переводчицей в технико-производственном отделе и библиотеке бюро переводов Ленинградского НИИ гидротехники, делопроизводителем в научно-исследовательском кожно-венерологическом институте.
Во время Великой Отечественной войны в 1942 году Надежда Николаевна была эвакуирована в город Молотов (Пермь), где работала в Молотовском книжном издательстве секретарём-плановиком. С 1947 года работала редактором, занималась литературными переводами, являлась автором рассказов, сказок и стихов. Состояла членом Союза Писателей СССР. Была награждена медалью «За доблестный труд в Великой Отечественной войне 1941—1945 гг.».
Ушла из жизни 29 августа 1954 года в городе Молотов (Пермь). Похоронена на Егошихинском кладбище.